# Islamul în Slovacia
     <1% (Cehia, Estonia, Finlanda, Ungaria, Islanda, Irlanda, Letonia, Lituania, Republica Moldova, Polonia, Portugalia, România, Slovacia)
     1%-2% (Belarus, Croația, Italia, Malta, Monaco, Ucraina)
     2%-4% (Andorra, Danemarca, Luxemburg, Norvegia, Serbia, Slovenia, Spania)
     4%-5% (Germania, Grecia, Liechtenstein, Elveția, Marea Britanie)
     5%-10% (Austria, Belgia, Franța, Olanda, Suedia, Georgia)
     10%-20% (Bulgaria, Cipru, Muntenegru, Rusia)
     20%-30%
     30%-40% (Macedonia)
     40%-50% (Bosnia și Herțegovina)
     50%-60%
     60%-70%  (Albania)
     70%-80%
     80%-90% (Kosovo)
     90%-95%
     95%-100% (Turcia)
Numărul musulmanilor în Slovacia este de aproximativ 5000 de practicanți, reprezentând 0,01% din populație, conform recesământului din 2001. Cei mai mulți dintre musulmani sunt imigranți din fosta Iugoslavie (bosniaci și albanezi).